# Alitalia CityLiner
The pleasure of flying « made in Italy »
Alitalia CityLiner est une compagnie aérienne italienne, filiale du groupe Alitalia, fondée en 2006 par Air One sous le nom de Air One CityLiner et basée à Fiumicino, dans la province de Rome.

## Destinations
Milan Linate - London City

## Flotte

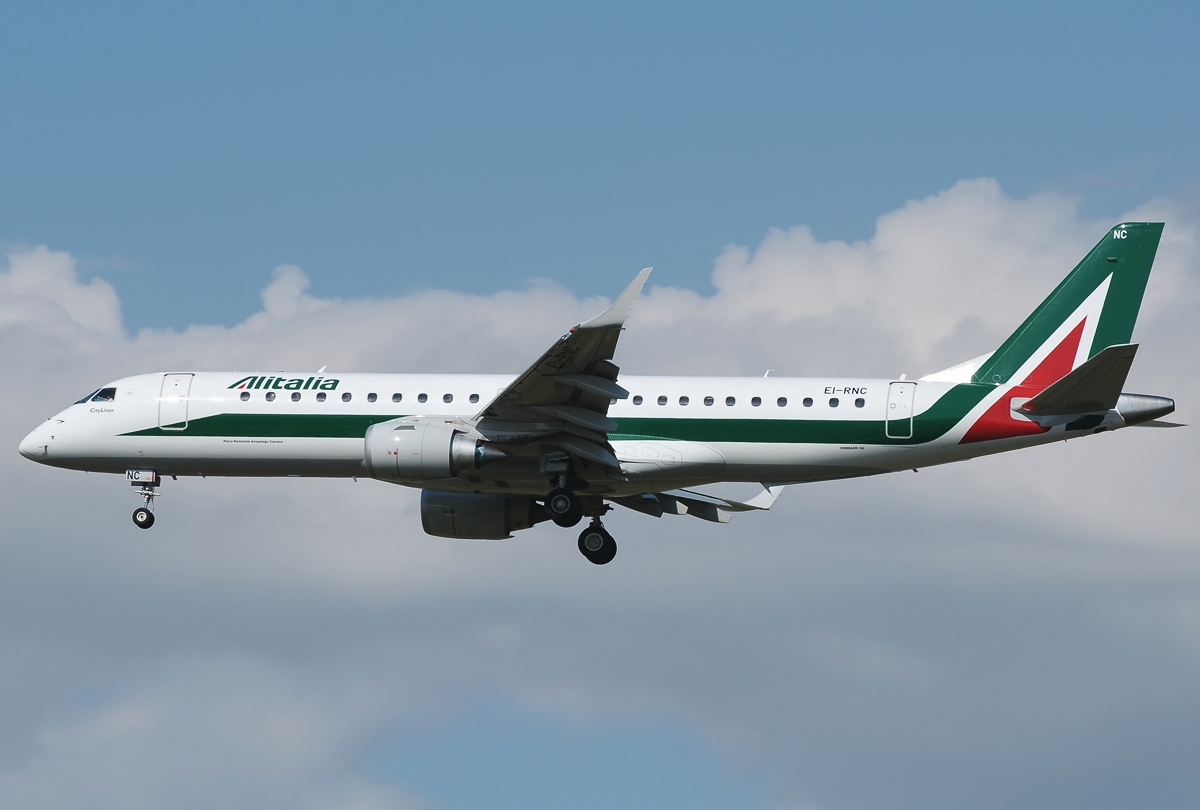
Embraer 190 de la compagnie Alitalia CityLiner.

La flotte d'Alitalia CityLiner est composé des appareils suivants au mois de mai 2020 :

### Flotte historique

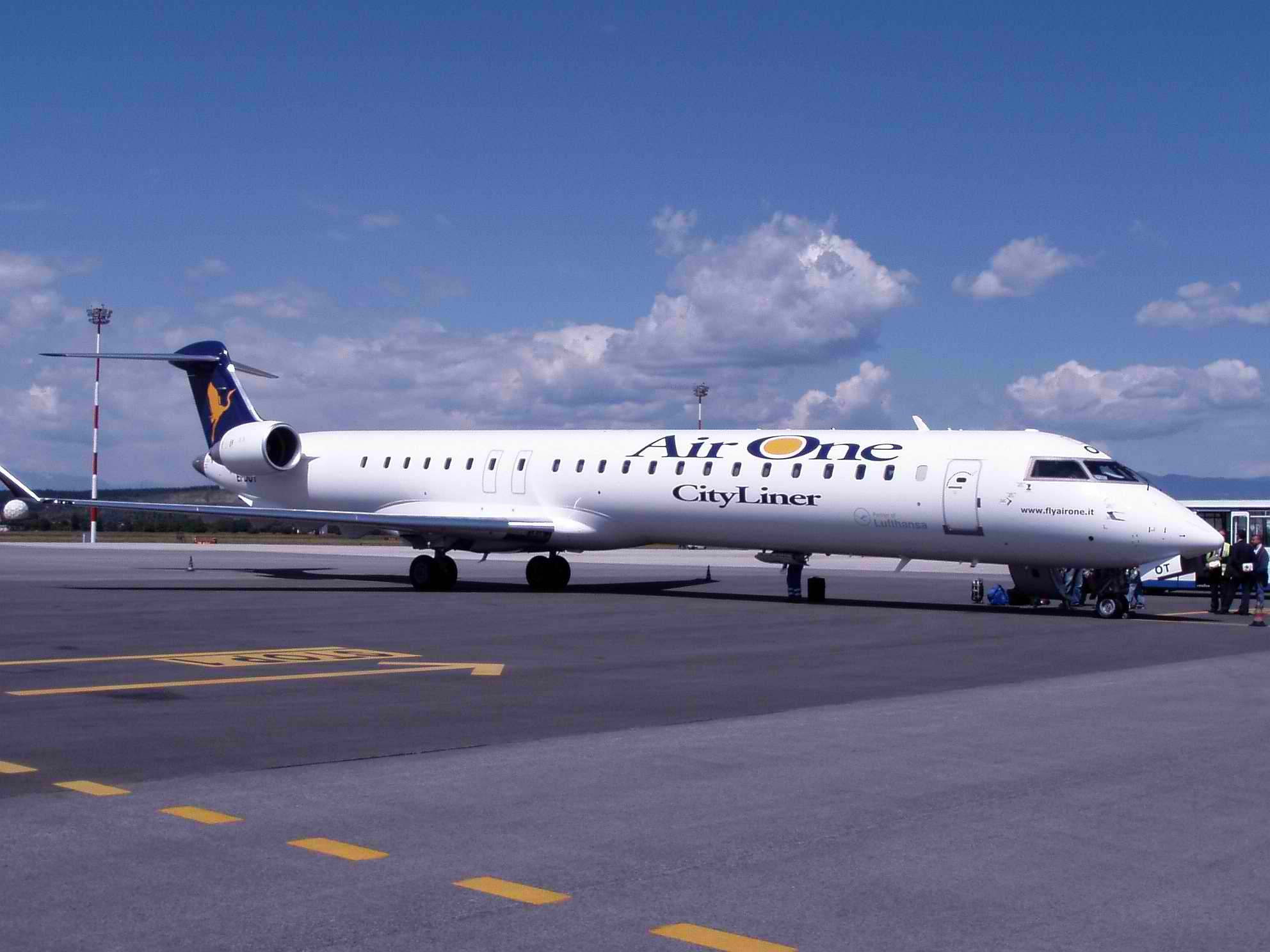
Bombardier CRJ900 de la compagnie Air One CityLiner.

Alitalia CityLiner a opéré également au fil des années les appareils suivants: